# ALAS-stichting
ALAS (Fundacion América Latina en Acción Solidaria) is een stichting ten voordele van arme Latijns-Amerikaanse kinderen. ALAS werd in 2006 opgericht door enkele van de meest invloedrijke Latijns-Amerikaanse artiesten, intellectuelen en belangrijke zakenlui. Oprichtster en een van de bekendste gezichten van ALAS is de Colombiaanse zangeres-songwriter en Unicef goodwill-ambassadrice  Shakira Mebarak Ripoll. Andere bekende artiesten zijn o.a Juanes, Alejandro Sanz en  Miguel Bosé. Ere-voorzitter is nobelprijswinnaar Gabriel García Márquez. Shakira's verloofde Antonio de la Rúa is een van de vicevoorzitters.

## Doelstellingen
ALAS is een non-profitorganisatie die een nieuwe sociale beweging wil creëren voor uitgebreide ontwikkelingsprogramma's voor jonge kinderen in Latijns-Amerika. Latijns-Amerika heeft 54 miljoen kinderen die jonger zijn dan vijf jaar, van wie er 32 miljoen leven in armoede. ALAS tracht deze kinderen goede gezondheidszorg, onderwijs en goede voeding te geven om hen uit de vicieuze cirkel van armoede te halen tijdens de cruciale eerste jaren van hun leven.

## Sensibilisering
Op 24 september 2007 brachten Shakira, Alejandro Sanz en Jeffrey Sachs op de Columbia-universiteit in New York de presidenten Felipe Calderón van Mexico, Cristina Kirchner van Argentinië, Tony Saca van El Salvador, Martín Torrijos van Panama en Nicanor Duarte van Paraguay samen voor een discussie over het belang van een goede ontwikkeling, scholing en gezondheidszorg voor jonge kinderen in Latijns-Amerika.

## Megaconcerten
Op 17 mei 2008 werden voor de eerste maal twee concerten simultaan in Argentinië en Mexico georganiseerd. In Buenos Aires traden onder andere Shakira, Alejandro Sanz, Street 13, Paulina Rubio en Gustavo Cerati op. In Mexico-Stad stonden onder andere Miguel Bosé, Ricky Martin, Chayanne en Diego Towers op het podium. Beide concerten waren volledig gratis en hadden tot doel de grote massa bewust te maken van de problemen van armoede bij Latijns-Amerikaanse kinderen. In Buenos Aires verzamelden 150.000 mensen voor het concert en Mexico-Stad kreeg niet minder dan 200.000 muziekfans over de vloer.